# Hupehsuchus
Hupehsuchus is een geslacht van uitgestorven kleine zeereptielen, ongeveer honderd centimeter lang, gevonden in het gebied van Hubei in China. Dit mariene reptiel leefde tijdens het Olenekien van het Vroeg-Trias.

## Naamgeving
De typesoort Hupehsuchus nanchangensis werd in 1972 benoemd door Yang Zhongjian en Dong Zhiming. De geslachtsnaam is afgeleid van Hupeh, een oude naam voor Hubei. De soortaanduiding verwijst naar de herkomst uit de prefectuur Nanchang.
Het holotype is IVPP V. 3232, een skelet met schedel.

## Beschrijving
Hupehsuchus leek op zijn naaste verwant Nanchangosaurus, maar verschilde er op een aantal manieren van. Hupehsuchus had bijvoorbeeld een zwaarder pantser op zijn rug dan Nanchangosaurus, en zijn ruggengraat was fijner verdeeld, waardoor hij er meer krokodilachtig uitzag dan Nanchangosaurus. Hij had een dunne, lange snuit, zoals een gaviaal, rivierdolfijn of ichthyosauriër, die hij waarschijnlijk gebruikte om vissen te vangen of te zoeken naar ongewervelde waterdieren.

## Fylogenie
Aan welke soort Hupehsuchus precies verwant is, is niet bekend. Vrij duidelijk deelt het een nauwe verwantschap met Nanchangosaurus, maar andere verwantschappen zijn onbekend. Veel kenmerken, waaronder de ontdekking van polydactylie, suggereren dat Hupehsuchus verwant is aan de ichthyosauriërs, maar het feit dat de extra vingers van Hupehsuchus meer botten in de hand bevatten, in plaats van alleen de vingers zoals bij de ichthyosauriërs, kan die theorie in diskrediet brengen. Het lijkt, samen met Nanchangosaurus, zo anders te zijn dan elk ander reptiel dat er een nieuwe orde is geconstrueerd voor de twee geslachten genaamd Hupehsuchia.